# Andrei Jdanov
Andrei Alexandrovitch Jdanov, Андре́й Алекса́ндрович Жда́нов, (Mariupol, 26 de fevereiro de 1896 — Moscou, 31 de agosto de 1948) foi um político soviético e correligionário de Josef Stalin.

## Carreira
Jdanov entrou para a facção bolchevique em 1915 e subiu nos escalões do partido, chegando a dirigente do PCUS em Leningrado após o assassinato de Serguei Kírov, em 1934. Ele era um ferrenho defensor do Realismo socialista nas artes e na estética e seus críticos o acusam de ter "sufocado" artistas da época com os parâmetros políticos e estéticos rígidos impostos, principalmente na década de 1940.
Em 1947, Jdanov organizou o Cominform, planejado para coordenar os partidos comunistas na Europa. Mas, no ano seguinte, morreu em Moscou, aparentemente de causas naturais — Nikita Khruschov escreveu em sua autobiografia que Jdanov não controlava seu alcoolismo e que, em seus últimos dias, Stalin vociferou para que Jdanov parasse de beber álcool e substituir por suco de frutas. Em 1953, no entanto, alegou-se que Jdanov teria sido vítima da "Conspiração dos Médicos".
Ele também se tornou parente de Stalin quando seu filho Yuri casou-se com a filha de Stalin, Svetlana Alliluieva. Stalin se incomodava com as críticas de Yuri às teorias científicas de Trofim Lysenko, e não aprovou o casamento.
Até o fim dos anos 1950, o rígido código ideológico de Jdanov, conhecido como Jdanovismo, definia os limites da produção cultural aceitável na URSS. Na verdade, Jdanov transcendia os objetivos egoístas da censura totalitária: ele pretendia criar uma nova Filosofia da arte para o mundo inteiro. Seu método organizou toda a cultura em um planejamento científico e progressista, no qual um dado símbolo correspondia a um valor moral simplificado. Assim Roland Barthes resumiu a essência da doutrina jdanovista: "O vinho é objetivamente bom. O artista lida com a bondade do vinho, não com o vinho em si". Atualmente, Jdanov é mais famoso por suas críticas a Dmítri Shostakovitch e Serguei Eisenstein, mas outras artistas menos conhecidos, sem o apoio da opinião pública, sofreram maior perseguição.
Após a morte de Stalin, em 1953, artistas deixaram de estar à mercê dos jdanovistas, e o controle estético-ideológico foi afrouxado. O resultado foi uma explosão criativa na arte soviética — tanto abstrata quando figurativa — de estilos antes proibidos. Isso criou um ambiente de refúgio da crítica oficial (um trabalho que os censores não entendiam ficava livre de represálias). Até uma década mais tarde, quando as políticas mais frouxas de Khruschov foram substituídas por uma volta do escrutínio rigoroso, os artistas que se tornaram famosos durante o degelo continuaram protegidos por suas reputações institucionais. Havia uma política de "dois pesos, duas medidas" para os artistas que exibiam seu trabalho na Europa Ocidental.
Em sua homenagem, sua cidade natal Mariupol foi rebatizada como Jdanov entre 1948 e 1989.